# Aziz El Houssine
Aziz  El Houssine est né en 1943 à Oujda. Il a été nommé ministre de la fonction publique et de la réforme administrative dans le Gouvernement Abderrahmane El Youssoufi.

## Parcours universitaire
Il est titulaire d'un doctorat d'État des lettres et sciences humaines de la faculté de lettres d'Aix-en-Provence (1988), d'un doctorat de troisième cycle des lettres arabes de la même faculté (1983), d'une licence en lettres arabes de la faculté de lettres de Rabat (1978) et d'un diplôme d'arabe classique de la même faculté (1962).
Il est depuis 1993 membre du bureau exécutif du Rassemblement national des indépendants (RNI). Il a occupé les postes de président de la commune d'Oujda, Sidi Ziane (1992-1997), de premier vice-président de la communauté urbaine d'Oujda (1992-1997), puis celui de secrétaire général de l'association Angad (1988-1994).
Professeur de l'enseignement supérieur à l'école normale supérieure de Rabat, il est président depuis 1994 du jury du concours de l'agrégation de traduction. Il a également occupé les postes de directeur de l'enseignement fondamental (1989-1993), de délégué du ministère de l'éducation nationale à Rabat (1988-1989), de membre du cabinet au même département, de directeur de l'école nationale supérieure à Oujda (1987-1988) et de directeur de lycée (1965-1983).